# نموذج التصميم جسر

هذا النموذج يقوم على فصل كيفية بداية عمل الكائن (الغرض) والمحتوى أو الناتج النهائي فهو يفصل بين التجريد والتطبيق (implementation). وهذا يفيد في البرامج التي يكون لها تحديثات فجزء منها ثابت وهو الموضوع به التجريد وهو الذي يقوم باستدعاء دالة معينة في الجزء الآخر وهو التطبيق implementaion فتظهر النتائج دون تدخل من الجزء الأول

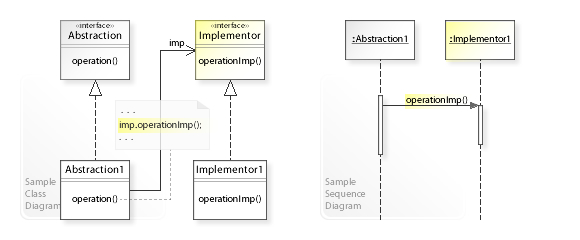
نموذج لفئة UML ومخطط تسلسل لنمط تصميم الجسر.

## مثال صغير لكي تتضح الفكرة
في البداية قمنا بتعريف واجهة تقوم بعملية معينة. ثم قمنا بتعريف تجريد وهي الصف الجسر وفي دالة Constructor نمرر كائن من الواجهة علما بان أي صف تريد ان تجعلها لعمل من خلال الجسر لابد ان ترث من هذا الواجهة ثم قمنا بانشاء صفين كلاهما موروث من الواجهة، ومنهما يؤدي وظيفة مختلفة،
ولكن دالة استدعاء الوظائف به طبعا مسماها واحد وذلك بفضل الوراثة من الواجهة وبذلك يستطيع الصف المجرد ان يقوم بالعمل مع أي الصف موروث من الواجهة مهما كان الناتج من العمليات الداخلية للصف.
```
using
 
System
;

class
 
BridgePattern
 

{

    
interface
 
Bridge

    
{

        
string
 
OperationImp
();

    
}

    
// Bridge Pattern Judith Bishop Dec 2006, Aug 2007

    
// Shows an abstraction and two implementations proceeding independently

    
class
 
Abstraction

    
{

        
Bridge
 
bridge
;

        
public
 
Abstraction
(
Bridge
 
implementation
)

        
{

            
bridge
 
=
 
implementation
;

        
}

        
public
 
string
 
Operation
()

        
{

            
return
 
"Abstraction"
 
+
 
"<<< BRIDGE >>>> "
 
+
 
bridge
.
OperationImp
();

        
}

    
}

    
class
 
ImplementationA
 
:
 
Bridge

    
{

        
public
 
string
 
OperationImp
()

        
{

            
return
 
"ImplementationA"
;

        
}

    
}

    
class
 
ImplementationB
 
:
 
Bridge

    
{

        
public
 
string
 
OperationImp
()

        
{

            
return
 
"ImplementationB"
;

        
}

    
}

    
static
 
void
 
Main
()

    
{

        
Console
.
WriteLine
(
"Bridge Pattern
\n
"
);

        
Console
.
WriteLine
(
new
 
Abstraction
(
new
 
ImplementationA
()).
Operation
());

        
Console
.
WriteLine
(
new
 
Abstraction
(
new
 
ImplementationB
()).
Operation
());

    
}

}

/* Output

Bridge Pattern 

Abstraction <<< BRIDGE >>>>ImplementationA

Abstraction <<< BRIDGE >>>> ImplementationB

*/

```